# Jaciment arqueològic del Puntal
|  | Aquest article tracta sobre el jaciment de l'Alt Vinalopó. Vegeu-ne altres significats a «Puntal (desambiguació)». |

El jaciment arqueològic del Puntal, l'època del qual correspon a l'ibèric ple (segles V-IV a. C.), està situat al terme municipal de Salines (Alt Vinalopó, País Valencià), en un morrot de la serra Alts de Don Pedro, a 3,5 km del nucli urbà, enfront de la llacuna de Salines. Va ser descobert oficialment per José María Soler García, a l'agost de 1952.
L'erosió del terreny i les accions clandestines han castigat notablement el lloc, amb abandonament de materials. En l'actualitat el jaciment està cobert de vegetació.
Existeixen restes d'estructures defensives, com una línia de muralla, restes de torres i d'una torrassa trapezoïdal i un fossat (pla). L'estructura defensiva presenta paral·lelismes amb l'observada en la Bastida de les Alcuses, poblat amb el qual el Puntal mantindria vincles. També s'hi observen restes d'habitatges de planta quadrada o rectangular. S'hi va excavar, a més, la necròpoli amb aixovars de tipus aristocràtic.
D'entre els materials, destaquen atifells de luxe importats d'origen àtic (vernís negre i figures roges), del segle IV a. C., indicatives d'un actiu comerç exterior, una àmfora púnica ebusitana, i ibèriques, ceràmiques ibèriques pintades (bandes i cercles), especialment urnes, lebes i plats, ceràmiques grises i de cuina, així com recipients tipus cantimplores i decantadors. S'hi han identificat, a més, peses de teler, fusaioles, restes d'armes de ferro com ganivets (tomba 33) i puntes de llança (tomba 29-30), manilles d'escut, útils agrícoles, fíbules anulars de bronze, i altres materials.